# 珠海渔女
珠海漁女，为中國珠海市香爐灣畔的一座巨型石雕，高8.69米，重10噸，由70件花崗岩石組合而成，珠海渔女雕像开创了中国内地大型海滨雕塑的先河，也是珠海市的城市标志和象征。

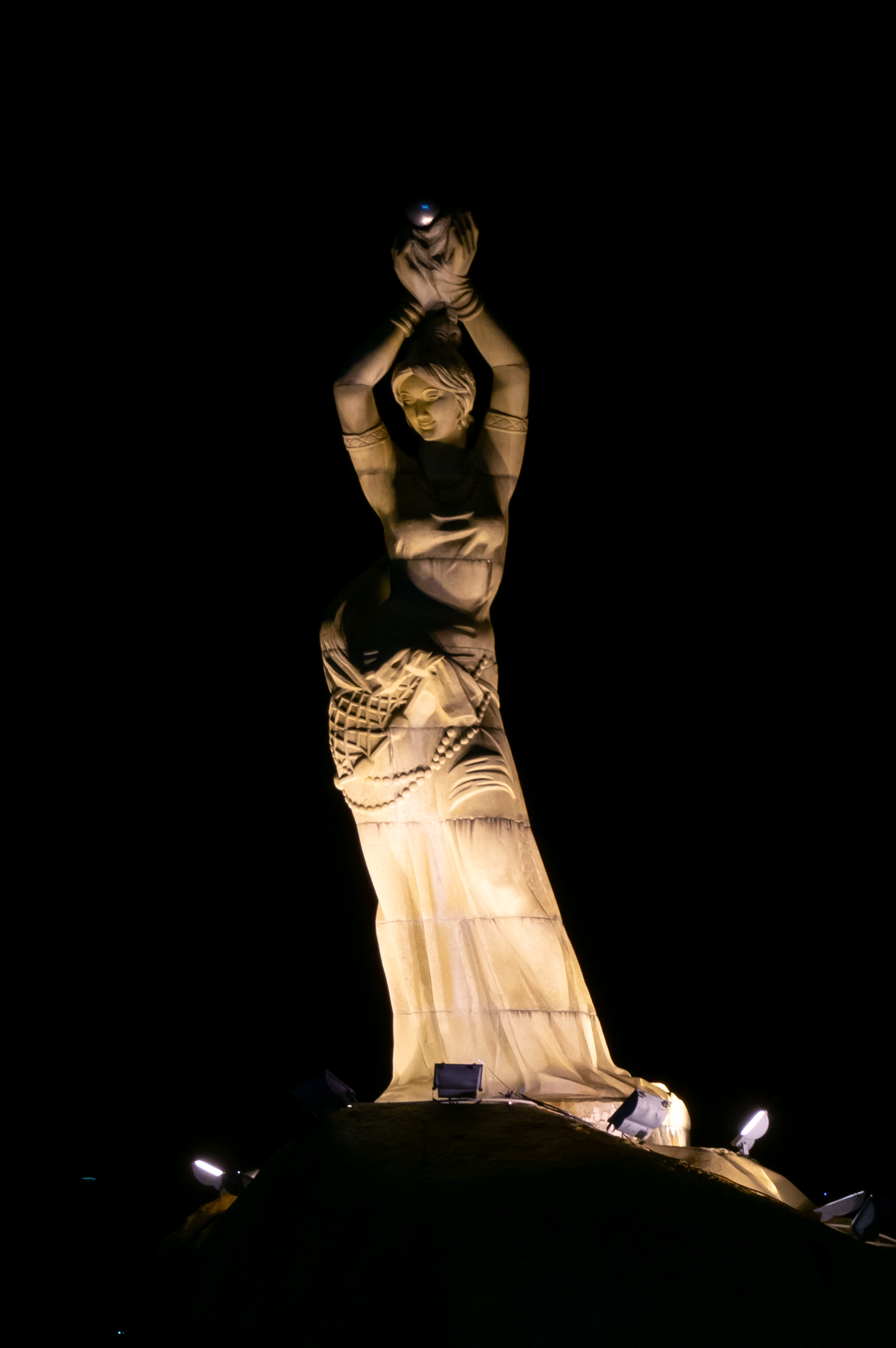
珠海渔女夜景

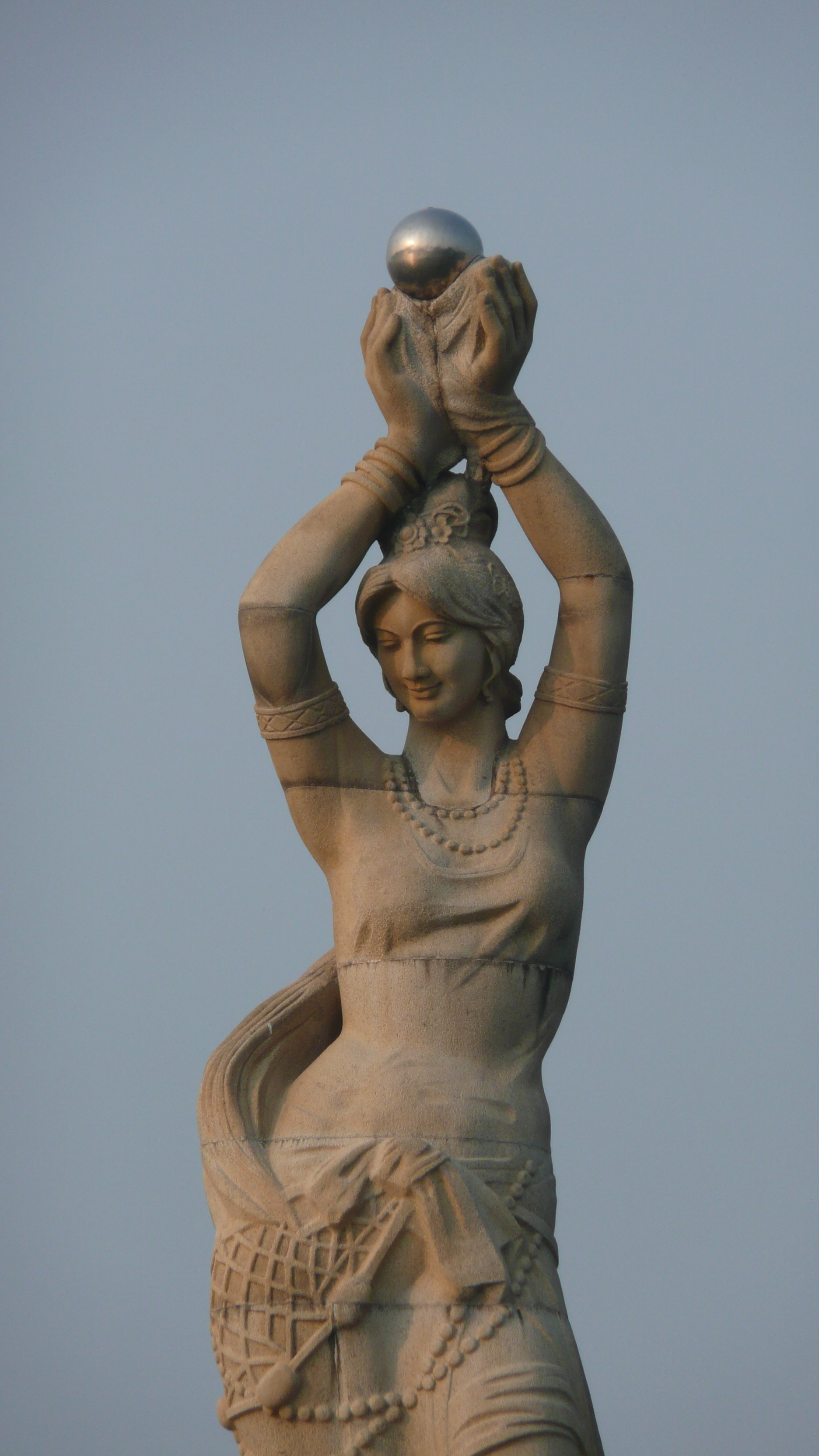

## 历史
1979年，珠海市建市之初，首任中共珠海市委书记吴健民提出“珠海市需要一个大型雕塑做城徽”，原定选址在拱北，后决定在香炉湾畔建设，并邀请以著名雕塑家潘鹤为首的广州美术学院雕塑系团队进行创作。起初系内征稿的雕塑草图多为男性形象，潘鹤认为珠海是一座具有渔业基础的城市，可以通过女性渔民的形象来代表珠海，并大胆地提出了“先有雕塑、后有传说”的构想，以编撰的“渔女献珠”的民间传说作为包装，创造出浪漫的文化符号。
傳說有一仙女被香爐灣美麗風光迷住，為此不願返回天上，並決意下到凡間。仙女化成漁女，在此織網打魚、撈蚌采珠。她心地善良，還常採靈芝配上珍珠粉為漁民治病，故深受漁民所愛戴。在凡間，她結識了青年漁民海鵬，兩情相悅。後來，海鵬輕信了讒言，要求仙女摘下手鐲為訂情信物。仙女哭訴自己原為南海龍王的女兒，龍宮中八個管家婆為防她思凡遁逃，每管家婆給她套上一隻手鐲，若脫掉任何一隻，仙女就會死去。可惜，海鵬竟不相信漁女的話，欲轉身離開。此時，漁女為表明心志，即脫下一隻手鐲，便死在心愛情人的懷裏。海鵬悔恨已晚，哀天慟地。九洲環長老深為這宗人神戀所感動，故引導海鵬到大九洲島找“還魂草”，並囑咐要用男人的鮮血澆灌使藥草長大，以救仙女性命。海鵬找到藥草，每天都用自己的血去澆灌。日復一日，年復一年，“還魂草”終於長大，海鵬終救活了仙女。從此，仙女真正來到人間。就在兩人成親的那天，仙女和姑娘們在海邊拾到一枚碩大無比的海蚌，於是挖出當中一顆舉世無雙的珍珠。漁女高舉珍珠，將珍珠誠獻給德高望重的九洲長老。
1979年底，“珠海女儿”雕像的形象正式定稿，后被定名为“珠海渔女”。1981年5月，珠海市园林处以约20万人民币委托广州园林建筑工程公司建造该雕像，其中建造“珠海渔女”的花岗岩全部采自广州郊区，另外还用了一吨半钢材用于支撑雕像重心，渔女举着的“明珠”则用不锈钢制成。该雕像在当时因造价不菲引起争议，更有人直指雕像“有伤风化”，但最终，市政府力排众议，工程得以顺利推进。1982年秋天，珠海渔女雕像正式落成。1992年，珠海情侣路开通后，“珠海渔女”雕像由独居香炉湾一隅，变为当地热门的旅游景点。2011年，珠海渔女雕像被列入珠海市第六批文物保护单位。

## 公共交通
- 市內公共汽車：珠海漁女站：9、99、L1路

## 资料來源
1. ↑  . 微信公众平台.   [2024-10-10].
2. ↑  . news.sina.com.cn.   [2024-10-10].
3. ↑  . pc.nfnews.com.   [2024-10-10] （中文（中国大陆））.

## 外部連結
- 珠海十景：渔女香湾